# Chemise talismanique

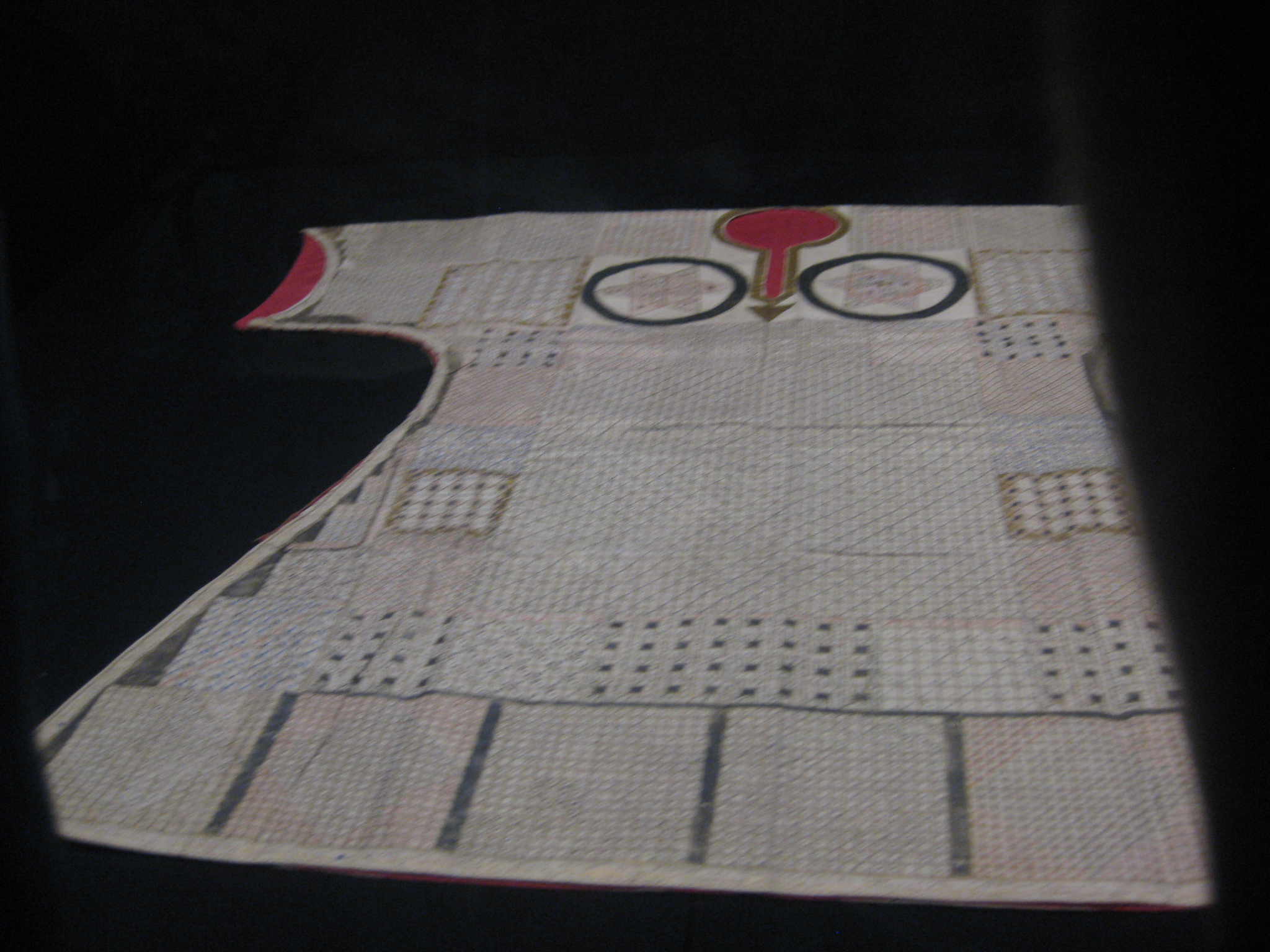
Chemise talisman impériale à l'intérieur du musée du palais de Topkapi.

Une chemise talismanique ou tunique talismanique, était un vêtement talisman conçu pour protéger celui qui le porte, dans la tradition islamique des empires Ottoman, Safavide et Moghol. Bien qu’à son apogée aux XVe et XVIe siècles, cette pratique date d’une époque ultérieure. Ces chemises étaient produites en grand nombre.

## Description
Les chemises talismaniques étaient couvertes de motifs sur l’ensemble de sa surface. Les motifs consistaient en des motifs calligraphiques, des carrés magiques, carré latin, des enluminures, et des inscriptions et  vers coranique. Des nombreuses variations régionales et culturelles étaient présentes.

## Utilisation
Ces chemises étaient utilisées pour se protéger de nombreux maux, comme les maladies ou encore les accouchements difficiles, et de la mort pendant les combats.